# Вологий газ
Воло́гий газ (рос. влажный газ; англ. wet gas; нім. Feuchtgas n) — суміш сухого газу й водяної пари.
Синонім — мокрий газ.
Вологий газ - це будь-який газ з невеликою кількістю рідини. Термін "вологий газ" використовується для опису ряду умов, що варіюються від вологого газу, який насичується парами рідини до багатофазного потоку з вмістом газу 90%. 
Вологий газ є особливо важливою концепцією в галузі вимірювання витрати, оскільки різноманітна густина складового матеріалу є значною проблемою.
Типовим прикладом потоків мокрого газу є виробництво природного газу в нафтогазовій галузі. Природний газ являє собою суміш вуглеводневих сполук і різних не вуглеводнів. Кількість вуглеводнів, присутніх у рідкій фазі вологого газу, що видобувається, залежить від температури резервуара (природного пласта-колектора) та умов тиску, які з часом змінюються, оскільки газ та рідина видаляються. Зміни у вмісті рідини та газу також виникають, коли вологий газ транспортується з резервуара за високої температури та тиску на поверхню, де температуру і тиск нижчі. Наявність та мінливість цього вологого газу може спричинити проблеми та помилки у здатності точно вимірювати витрату газофазного потоку.
Важливо бути в змозі точно оцінити потоки мокрих газів, щоб кількісно оцінити виробництво з окремих свердловин та максимально використовувати обладнання та ресурси, що допоможе зменшити витрати.